# Francisco Lagos Cházaro
Francisco Lagos Cházaro va néixer en Tlacotalpan, Veracruz, el 30 de setembre de 1878. Va ser president convencionista de Mèxic de juny a octubre de 1915. Va morir en la ciutat de Mèxic el 13 de novembre de 1932.
Francisco Cházaro va ser advocat, síndic de l'ajuntament de Cordoba al triomf de la revolució de 1910 i més tard va ser governador del Veracruz el 1912. En 1914 es va unir a Francisco Villa i va formar part de la delegació de la Convenció Revolucionària on va ser secretari particular de Roque González Garza, a qui va substituir després de la seva renúncia a la presidència de Mèxic. El setembre del 1915 va aprovar un programa de reformes polítiques i socials de la revolució que no va aconseguir finalitzar, perquè l'assemblea va ser dissolta i millor es va dirigir a Manzanillo per embarcar-se rumb a Centreamèrica. Va tornar al país en 1920, on va exercir la seva professió d'advocat fins a la seva mort a la ciutat de Mèxic.